# Ksenija Alexandrova
Ksenija Sergejevna Alexandrova (rusky: Ксения Сергеевна Александрова, 12. listopadu 1994 Moskva, Rusko – 12. srpna 2025 tamtéž) byla ruská modelka, televizní moderátorka, psycholožka a držitelka titulu z soutěže krásy. Byla první vicemiss v soutěži Miss Rusko 2017 a později reprezentovala Rusko v soutěži Miss Universe 2017.

## Životopis
Kseniya Alexandrova se narodila a vyrůstala v Moskvě. V roce 2016 absolvovala Ruskou ekonomickou univerzitu Plekhanov, kde získala titul v oboru finance a úvěry. V roce 2022 absolvovala Moskevskou pedagogickou státní univerzitu s titulem v oboru psychologie. Alexandrova byla psycholožka a psychodramatická terapeutka. Byla první vicemiss v soutěži Miss Rusko 2017 a později reprezentovala Rusko v soutěži Miss Universe 2017, ale nedostala se do semifinále. Soutěž později vyhrála Demi-Leigh Tebow.
V červenci 2025 se stala účastnicí dopravní nehody v Tverské oblasti. Na silnici vběhl los a prorazil čelní sklo automobilu. Alexandrova seděla na místě spolujezdce a utrpěla zranění hlavy. Auto řídil její manžel Ilja. Byla hospitalizována na jednotce intenzivní péče Sklifosovského institutu v Moskvě. Zemřela 12. srpna 2025 ve věku 30 let.